# Шалговаара (посёлок)
Шалговаара (карел. Šalkovuara, Šalgovuaru) — посёлок в составе Паданского сельского поселения Медвежьегорского района Республики Карелия Российской Федерации.

## Общие сведения
Основан в 1953 году как временный посёлок лесозаготовителей.
Расположен между озёрами Сюяярви, Куйваярви и Тухкозеро.
Изначально место постройки выбиралось из нескольких мест, это берег Елмозера, перешеек между озёрами Сюяярви, Куйваярви, и равнинный участок между данными озёрами. Берег Елмозера не был согласован по причине трагических событий Второй мировой войны, происходивших на этом озере (см. «За чертой милосердия»). Второе место расположенное между двумя озёрами не был согласован из за постоянно дующих ветров, и сведение леса для постройки усугубило бы ситуацию. Соответственно был выбран прямой и сухой участок леса равноудалённый от окружающих его озёр и окруженный холмами. Так же на место выбора строительства повлияло хорошее качество леса росшего на данном участке, который годился для постройки домов.
Изначально состоял посёлок из нескольких палаток на берегу ручья, далее от них началось строительство жилых домов.

## Население
| 2002 | 2009 | 2010 | 2013 |
| ---- | ---- | ---- | ---- |
| 349  | ↘304 | ↘236 | ↘214 |

Основную часть населения посёлка составляют карелы (37 %) и русские (35 %, 2002 год). 

## Архитектура
Все жилые дома представлены деревянными зданиями, в основном бревенчатые, имеются так же и каркасно-панельные дома. Все дома по центральным улицам строились по негласному правилу «конёк крыши одного дома должен совпадать с коньками соседних домов», в итоге дома по центральной улице выстроены ровно в ряд, что отличает от типичной архитектуры Карельских деревень где дома располагаются хаотично.

## Инфраструктура
Имеется 1 магазин, школа, фельдшерско-акушерский пункт, дом культуры, почта.
Центральный водопровод отсутствует, во многих домах установлены личные скважины.
Котельная обслуживает «гараж» и некоторые административные здания.
Остальные жилые дома отапливаются самостоятельно.
Дороги грунтовые, асфальтирование не планируется. Имеется площадка с возможностью посадки вертолётов типа Ми 8. Снабжение электричеством осуществляется по воздушным высоковольтным линиям электропередач. Местами присутствует сотовая связь МегаФон.
В середине 1980-х был проект постройки асфальтированной дороги между г. Сегежа и г. Медвежьегорск через западный берег оз. Сегозеро, но из за финансовых проблем и иных факторов проект закрыли.

## Производство
Изначально посёлок предназначался для проживания лесозаготовителей, но в дальнейшем были построены авторемонтные мастерские, электростанция, лесопилка. Что составило основу производственных мощностей.
В данный момент переработка леса не производится, электростанция не функционирует.

## Панорама

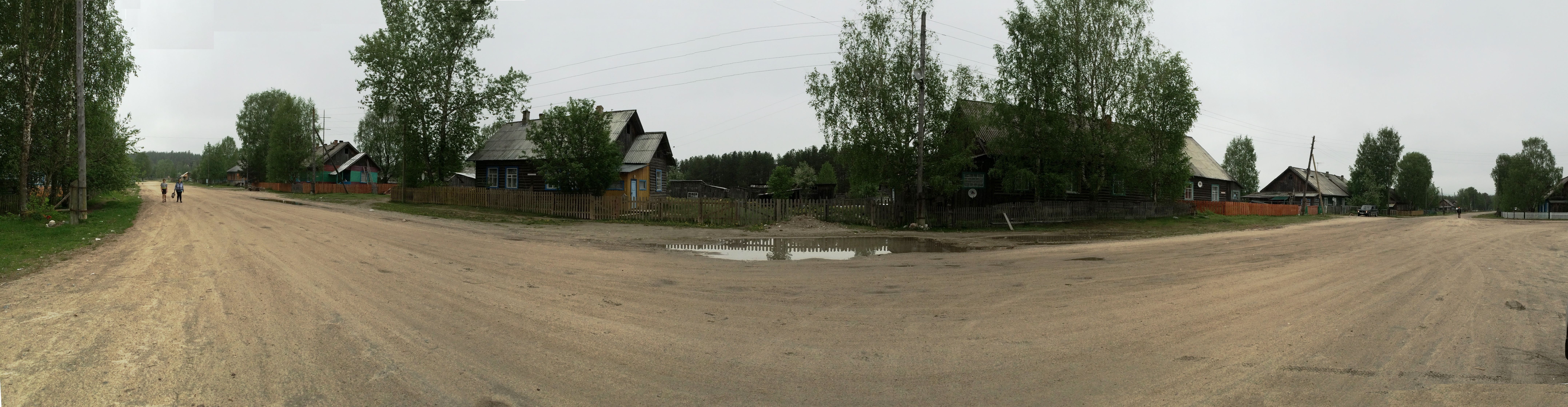
Панорама

## Улицы
- ул. Химиков
- ул. Кольцевая
- ул. Лесная
- ул. Набережная
- ул. Нагорная
- ул. Приозёрная
- пер. Рабочий
- ул. Советская
- ул. Школьная